# Sonnenstand

Dieses Sonnenstandsdiagramm gibt
– aufgetragen nach Höhe über Azimut –
den Sonnenstand für Standorte mit einer geographischer Breite von 49° Nord an,
parametrisiert mit wahrer Ortszeit auf Stundenlinien und Jahresdaten auf Deklinationslinien.

Der Sonnenstand ist die Position der Sonne am Himmel über einem Beobachtungsort und kann mit den Koordinaten des Horizontsystems nach Höhe (Höhenwinkel als Elevation) und Richtung (Horizontalwinkel als Azimut) angegeben werden. Er verändert sich über den Tag infolge der Erdrotation und über das Jahr infolge des Erdumlaufs um die Sonne.
Zur Darstellung benutzt man ein Sonnenstandsdiagramm. Dabei wird in der Regel die Abhängigkeit zwischen Höhe und Azimut in einem Achsendiagramm dargestellt. Mit Hilfe von zwei Parameter-Kurvenscharen werden zusätzlich die äquatorialen Koordinaten Stundenwinkel (Tageszeit) und Deklinationswinkel (Jahresdatum) dargestellt.
Die tägliche Veränderung des Sonnenstandes (Tageslauf der Sonne) wird durch drei markante Punkte charakterisiert: Sonnenaufgang (in Mitteleuropa zwischen Nordost und Südost), mittäglicher Höchststand (im Süden) und Sonnenuntergang (zwischen Nordwest und Südwest). Morgens bzw. abends spricht man von tief stehender Sonne, um die Mittagszeit (insbesondere im Sommerhalbjahr) von hohem Sonnenstand. Der Unterschied zwischen Winter und Sommer prägte die Begriffe niedrige beziehungsweise hohe Sonnenbahn. Für Orte mit gleicher geographischer Breite gilt bei Verwendung der örtlichen Sonnenzeit (wahre Ortszeit) als Tageszeitparameter das gleiche Sonnenstandsdiagramm.
Bei einer Sonnenuhr entsteht statt eines Achsendiagramms ein optisches Bild (darstellende Geometrie: gnomonische Projektion) des Sonnenstands. Sein Zifferblatt enthält für den Zweck als Zeitmessgerät ebenfalls Kurvenscharen für bestimmte äquatoriale Koordinaten, auch in Form von Tagesstunden bzw. Jahresdaten.

## Beobachtung des Sonnenstandes

Schattenwurf von Geländer und Laterne am 17. September mittags (Sonne im Zenit) in Singapur.

Der Verlauf des täglichen Sonnenstands und seiner jahreszeitlichen Veränderung gehört zu den frühesten Himmelsbeobachtungen der Menschheitsgeschichte. Er war Grundlage des astronomischen Weltbildes der Antike und ihrer Richtungs- und Zeitmessungen. Beobachtungsinstrumente waren u. a. Winkelmesser, der Gnomon (Schattenstab), das Astrolabium und die Armillarsphäre.

### Täglicher Sonnenstand (Tagbogen)
Der Tagbogen der Sonne ist der über dem Horizont verlaufende Teil ihres scheinbaren täglichen Umlaufs am Himmel. Der theoretische Tagbogen beginnt beim astronomischen Aufgang und endet beim astronomischen Untergang. Der tatsächliche Sonnenauf- bzw. Untergang findet wegen der Lichtbrechung in der Erdatmosphäre etwa 3–4 Minuten früher beziehungsweise später statt. Die Höhe des Landschaftshorizonts (Berge, Gebäude) wirkt dem entgegen – um etwa 6–8 Minuten pro Grad.
Der Tagbogen beginnt zwischen den Polarkreisen am östlichen Horizont und endet am westlichen. Der Merkspruch
Im Osten geht die Sonne auf, im Süden nimmt sie ihren Lauf, im Westen wird sie untergeh’n, im Norden ist sie nie zu seh’n.
ist allerdings nur eingeschränkt gültig für die mittleren geografische Breiten zwischen Wendekreis und Polarkreis auf der Nordhalbkugel – für die auf der Südhalbkugel müssten Süden und Norden gegeneinander vertauscht sein. Für niedrigere geografische Breiten zwischen den Wendekreisen hängt es von der Jahreszeit ab, ob die Sonne mittags im Süden oder Norden kulminiert. In Mitteleuropa kann die Richtung der Auf- und Untergänge im Jahreslauf um bis zu 45° von exakt Ost bzw. West abweichen.
Der Moment des Meridiandurchgangs der Sonne (annähernd ihre Kulmination) ist Mittag (genauer: wahrer Mittag).

### Saisonaler Sonnenstand (Änderung von Höhe und Länge des Tagbogens)
Der Tagbogen ist im Sommer höher und länger als im Winter. Seine Mittags-Höhe bei zum Beispiel ±50° geografischer Breite beträgt zur Sommersonnenwende 63,45° und zur Wintersonnenwende 16,55°. Rechnung: Winkel zwischen Pol und Zenit des Standorts (90° minus geogr. Breite) ± Schiefe der Ekliptik; im Beispiel etwa im Jahr 2000:
90° – 50° ± 23,44° gleich 63,44° und 16,56°.
An den Wendekreisen steht die Sonne mittags einmal pro Jahr im Zenit (90° Höhe), zwischen den Wendekreisen und am Äquator hingegen zweimal. Jenseits der Polarkreise tritt mit Mitternachtssonne und Polarnacht in alljährlichem Rhythmus der Effekt auf, dass die Sonne ein paar Wochen lang weder auf- noch untergeht. Sonnenstandsdiagramme für solche Orte erstrecken sich über 24 Stunden oder 360° Azimut.
Das Azimut α für den Ort des Sonnenauf- beziehungsweise -untergangs variiert übers Jahr relativ zum Ost- beziehungsweise Westpunkt, zum Beispiel in 50° Breite um ± 38,25° nach Nord beziehungsweise nach Süd. Die Stundenwinkel für den Moment von Sonnenauf- und -untergang variieren an Orten dieser Breite mit ±31,13° um λ=−90° (Aufgang) beziehungsweise um λ=+90° (Untergang). Entsprechend unterscheiden sich die extremen Tageslängen (16 h 9 min bzw. 7 h 51 min) um 4·31,13°·4 min/° = 8 h 18 min.

## Auswirkungen des Sonnenstands

### Natur und Mensch
Der Sonnenstand und seine Veränderlichkeit beeinflussen bzw. verursachen unter anderem
- die Intensität der Sonnenstrahlung
- die Klimazonen mit ihren Feuchtigkeits- und Bewölkungsverhältnissen, die wiederum die Vegetation mitbestimmen
- die dem Zenitstand der Sonne folgende Verlagerung der Innertropischen Konvergenzzone und somit der Zenitalregen
- die Entstehung lokaler Winde, beispielsweise Aufwinde und die Wolkenbildung
- die Verlagerung der Windsysteme der Erde mit entsprechendem Auftreten regionaler Winde (wie dem Monsun) und jahreszeitlich veränderlichen Meeresströmungen
- (zusammen mit Geländeneigung und Abschattung durch den Horizont) die Entstehung von Siedlungsstrukturen, insbesondere im Gebirge
- den Bedarf an Heizung beziehungsweise an Kühlung
- (im Zusammenwirken mit der Atmosphäre – Luft, Aerosol, Niederschlag) Farbe, UV-Intensität, Helligkeit und Beleuchtungswirkung von direktem und indirektem Sonnenlicht (auch die Himmelsfarben – auch bei Sonnenstand unter dem Horizont)
- geometrische Lichteffekte wie Polarisation durch Streuung an Luftmolekülen, Regenbogen, Glitzern von Schnee
- Ausbreitungsbedingungen für Radio-Kurzwellen durch Änderungen in der Ionosphäre
- Energiegewinnung in – eventuell nachgeführter – Photovoltaik und Solarthermie

### Menschliche Kultur
Die Messung des Sonnenstandes durch Sonnenuhren ermöglicht den Menschen seit Jahrtausenden die Bestimmung der Tageszeit. Die Einteilung in Jahreszeiten korrespondiert mit der Tagesbogen-Höhe der Sonne. Die erste Bestimmung des Erddurchmessers durch Eratosthenes erfolgte durch gleichzeitige Messung des Sonnenstandes an zwei verschiedenen Punkten auf der Erdoberfläche. Die Messung des Sonnenstandes mit Hilfe einfacher Messgeräte war auch eine frühe Methode der Navigation.
Der tägliche „Weg der Sonne über den Himmel“ spielt bei verschiedenen Mythologien eine große Rolle, etwa bei Helios’ „Sonnenwagen“ der griechischen Antike und in der Deutung von Sonnenauf- und Untergang. Bewohner der Nordhemisphäre sind bei Aufenthalten in der Südhemisphäre oft erstaunt über die „Umkehrung“ der täglichen scheinbaren Sonnenbewegung „nach links“.
Die in den gemäßigten Zonen Jahreszeiten-prägenden Fixpunkte der Sonnenbahn wie die längste Nacht (Winteranfang) bzw. der längste Tag des Jahres (Sommeranfang) sowie  die Tag-und-Nacht-Gleichen zum kalendarischen Beginn des Frühjahrs und Herbsts finden vielfältigen kulturellen und religiösen Niederschlag wie z. B. „Johanni“, Sonnwendfeiern, Weihnachten usw.

## Stundenwinkel und Analemma

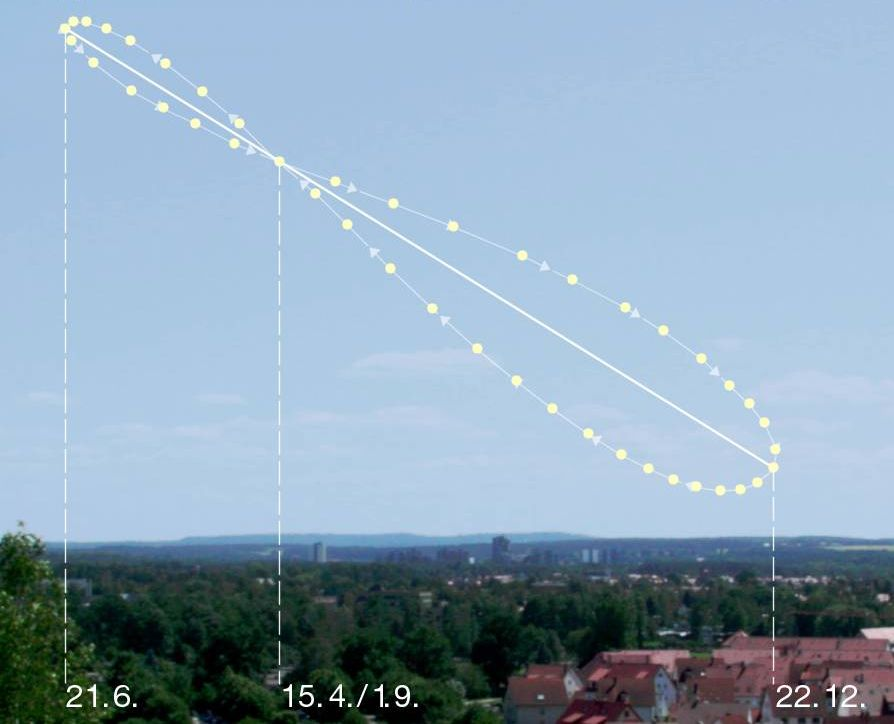
Analemma-Figur: Sonnenstand über ein Jahr jeweils zur gleichen Mittleren Ortszeit

Bis zum Ende des Mittelalters diente der Stundenwinkel der Sonne als Maß für die Tageszeit. Er gibt die Stunden vor/nach dem örtlichen Mittag an, weshalb er diesen Namen trägt.
Weil die (scheinbare) Bewegung der Sonne im Lauf der Jahreszeiten bis zu 15 Minuten ungleichmäßig ist, wurde zur Korrektur die sogenannte Zeitgleichung eingeführt. Sie gibt an, um wie viel die wahre Sonnenzeit zu korrigieren ist, um zur gleichmäßigen mittleren Sonnenzeit zu kommen. So ist z. B. der Moment des Meridiandurchgangs der Sonne (annähernd ihre Kulmination) der wahre Mittag, dem der „künstliche“ mittlere Mittag gegenübersteht. Von der Zonenzeit (12 Uhr MEZ) weicht der Mittag zusätzlich um einen konstanten Wert ab, der sich aus dem geografischen Längenunterschied zum Zonenmeridian (für MEZ 15° östl. Greenwich) ergibt.
In Sonnenstandsdiagrammen wird die Zeitskala verzerrt, um bei vorgegebener mittlerer Sonnenzeit die Position der wahren Sonne ablesen zu können. Weil die Korrektur zu jeder Jahreszeit anders ist, werden die wahren Stundenlinien nicht nur verschoben, sondern durch die als Analemma bezeichneten typischen Doppelschlingen ersetzt.
Umgekehrt lässt sich aus dem Stand der Sonne die Tageszeit ablesen. Die Analemmata geben die mittlere Ortszeit oder bei Verschiebung auf den richtigen Längengrad die Zonenzeit (in Mitteleuropa MEZ) an. Beim auf eine Kugeloberfläche gezeichneten Sonnenstandsdiagramm kommen die für den Sonnenstand primären Kugelkoordinaten Stunden und Deklinationswinkel zur Anwendung. Dabei wird die Situation an der Himmelskugel realistisch dargestellt. In der Skaphe, einer antiken Sonnenuhr, ist eine Hohlkugel die Projektionsfläche.
Mit dem Sonnenstandsdiagramm kann man auch die Besonnung eines Gebäudes oder die nutzbare Solarenergie eines Ortes berechnen. Während aber die theoretische Sonnenscheindauer jedes Monats nur von der geografischen Breite abhängt, unterliegt die tatsächliche Sonnenscheindauer zusätzlich meteorologischen Einflüssen (Bewölkung, Dunst) und der Höhe des Landschaftshorizonts.

## Astronomische Zusammenhänge

### Darstellung in Jahres-Diagrammen
Einfache Sonnenstandsdiagramme sind mit der wahren Ortszeit parametrisiert. Die Korrektur auf mittlerer Ortszeit wird unterlassen. Der Deklinationswinkel wird für die Dauer des Sonnentages als konstant angenommen. Da sich die Sonnenbahnen  von Jahr zu Jahr fast nicht ändern, kann man sie während vieler Jahre benutzen. Für die praktische Anwendung ist die Parametrisierung mit mittlerer Orts- beziehungsweise Zonenzeit vorteilhaft.

### Genauere Ermittlung des Sonnenstandes für einen Zeitpunkt
Der Einfluss langsamer Veränderungen der scheinbaren Sonnenbahn auf den Sonnenstand in einem Zeitpunkt wird wie folgt berücksichtigt. Dabei wird grundsätzlich gleich vorgegangen, wie bei der genaueren  Ermittlung der Zeitgleichung. Eine  Näherung an die Periodizität mit dem Jahr entfällt. Man ermittelt jeweils den Sonnenstand für einen Punkt auf einer beliebig langen Achse der gleichmäßig vergehenden Zeit.
Von den langfristigen Einflüssen wird im Unterschied zu üblichen astronomischen Betrachtungen (z. B. nach der Planetentheorie VSOP87) nur die Änderung des Sonnenlaufs in Form der Verschiebung des Frühlingspunktes gegen das Perigäum der Erdbahn-Ellipse berücksichtigt.

#### Ekliptikalkoordinate der Sonne
Als Zeitvariable {\displaystyle n} wird die Anzahl der Tage seit dem Standardäquinoktium J2000.0 (1. Januar 2000, 12 Uhr TT ≈ 12 Uhr UT) verwendet (gegebenenfalls inklusive Tagesbruchteil in UT).
Ist {\displaystyle JD} die Julianische Tageszahl des gewünschten Zeitpunkts, so gilt
{\displaystyle n=JD-2451545{,}0}.
Die Position der Sonne auf der Ekliptik wird vorerst ohne Berücksichtigung der durch die Erdbahnelliptizität verursachten Geschwindigkeitsschwankungen ermittelt. Man setzt eine mittlere Geschwindigkeit der Sonne an (360° in ca. 365,2422 Tagen) und erhält die mittlere ekliptikale Länge {\displaystyle L} der Sonne:
{\displaystyle L=280{,}460^{\circ }+0{,}9856474^{\circ }\cdot n}.
Um den Einfluss der Bahnelliptizität nachträglich zu berücksichtigen und die ekliptikale Länge {\displaystyle \Lambda } zu erhalten, ist hierzu als Korrektur die so genannte Mittelpunktsgleichung zu addieren. Diese Korrektur hängt vom Winkel zwischen Sonne und Perihel ab, der so genannten Anomalie. Die Mittelpunktsgleichung erwartet als Eingabewert die (fiktive) gleichförmig anwachsende mittlere Anomalie {\displaystyle g}. Diese wächst um 360° in einem anomalistischen Jahr zu etwa 365,2596 Tagen:
{\displaystyle g=357{,}528^{\circ }+0{,}9856003^{\circ }\cdot n}.
Die Mittelpunktsgleichung ist eine periodische Funktion der mittleren Anomalie und kann daher in eine Fourierreihe zerlegt werden. Bei kleinen Bahnexzentrizitäten kann die Reihe nach wenigen Termen abgebrochen werden. Berücksichtigt man in der (numerischen) Exzentrizität {\displaystyle e} nur lineare und quadratische Terme, so lautet die Mittelpunktsgleichung
{\displaystyle \Lambda -L=\left(2e\sin(g)+{\frac {5}{4}}e^{2}\sin(2g)\right)\cdot {\frac {180^{\circ }}{\pi }}}.
Mit {\displaystyle e\approx 0{,}0167} und Umstellung ergibt sich daraus für die ekliptikale Länge {\displaystyle \Lambda } der Sonne:
{\displaystyle \Lambda =L+1{,}915^{\circ }\cdot \sin(g)+0{,}01997^{\circ }\cdot \sin(2g)}.
Hinweis: Die Rechnung wird übersichtlicher, wenn man {\displaystyle L} und {\displaystyle g} durch Addition oder Subtraktion geeigneter Vielfacher von 360° in den Bereich zwischen 0° und 360° gebracht hat.
Alternativ zur Benutzung der Mittelpunktsgleichung kann die ekliptikale Länge auch mit Hilfe der Keplergleichung aus der mittleren Länge ermittelt werden, was jedoch ein iteratives Lösungsverfahren erfordert.

#### Äquatorialkoordinaten der Sonne
Für die so ermittelte, entlang der Ekliptik gezählte, ekliptikale Länge {\displaystyle \Lambda } muss nun die zugehörige entlang des Himmelsäquators gezählte Rektaszension {\displaystyle \alpha } bestimmt werden. Mit der Schiefe der Ekliptik {\displaystyle \varepsilon }
{\displaystyle \varepsilon =23{,}439^{\circ }-0{,}0000004^{\circ }\cdot n}
ergibt sich die Rektaszension {\displaystyle \alpha } als.
{\displaystyle \alpha ={\begin{cases}\arctan \left(\cos(\varepsilon )\tan(\Lambda )\right),&{\text{wenn }}\cos(\Lambda )>0,\\\arctan \left(\cos(\varepsilon )\tan(\Lambda )\right)+4\,\arctan(1),&{\text{wenn }}\cos(\Lambda )<0.\end{cases}}}
Durch die Fallunterscheidung ist sichergestellt, dass {\displaystyle \alpha } im gleichen Quadranten liegt wie {\displaystyle \Lambda } (s. Positionswinkel). Für die Programmierung von Computern enthalten manche Programmiersprachen oder -umgebungen zu diesem Zweck eine Funktion, wie z. B. {\displaystyle \arctan 2(\cos(\varepsilon )\sin(\Lambda ),\cos(\Lambda ))}.
Alternativ zur hier benutzten exakten Formel kann auch eine Reihenentwicklung zur Ermittlung von {\displaystyle \alpha } benutzt werden, wie es auch bei der Zeitgleichung möglich ist.
Die senkrecht zum Himmelsäquator gezählte Deklination {\displaystyle \delta } ergibt sich als
{\displaystyle \delta =\arcsin(\sin(\varepsilon )\sin(\Lambda ))}.

#### Horizontalkoordinaten der Sonne
Ziel der Ermittlung des Sonnenstandes für einen bestimmten Zeitpunkt sind Azimut {\displaystyle a} (Himmelsrichtung) und Höhe {\displaystyle h} der Sonne. Zunächst ist aus der Rektaszension der Stundenwinkel der Sonne zu ermitteln.
Dazu bestimme man die Julianische Tageszahl {\displaystyle JD_{0}} für 0h UT des betrachteten Datums, ermittle
{\displaystyle T_{0}\,=\,{\frac {JD_{0}-2451545{,}0}{36525}}} in julianischen Jahrhunderten (zu je 36525 Tagen) ab J2000.0
und damit die mittlere Sternzeit {\displaystyle \theta _{G}} in Greenwich für den gesuchten Zeitpunkt {\displaystyle T} (Weltzeit UT, in Stunden):
{\displaystyle \theta _{G}^{h}\,=\,6{,}697376+2400{,}05134\cdot T_{0}+1{,}002738\cdot T} in Stunden und Bruchteilen einer Stunde (sprich 17,75 für 17:45 Uhr).
Der erste Term ist die Sternzeit von Greenwich zum Zeitpunkt J2000.0, der zweite beschreibt das tägliche Vorrücken der Sternzeit gegenüber der mittleren Sonnenzeit um knapp vier Minuten, der dritte addiert den in Sternzeit gemessenen Tagesbruchteil.
Die Sternzeit ist der Stundenwinkel des Frühlingspunktes, ausgedrückt im Zeitmaß ({\displaystyle 1^{\mathrm {h} }{\hat {=}}15^{\circ }}). Ganzzahlige Vielfache von 24h können gegebenenfalls vom Ergebnis abgezogen werden. Multiplikation mit dem Umrechnungsfaktor 15 °/h liefert den Greenwich-Stundenwinkel des Frühlingspunkts im Gradmaß:
{\displaystyle \theta _{G}=\theta _{G}^{h}\cdot 15}
Für einen Ort auf der geografischen Länge {\displaystyle \lambda } (nach Osten positiv gezählt) ist der Stundenwinkel des Frühlingspunkts
{\displaystyle \theta \,=\,\theta _{G}+\lambda },
und Subtraktion der Rektaszension der Sonne {\displaystyle \alpha } liefert den Stundenwinkel {\displaystyle \tau } der Sonne für jenen Ort:
{\displaystyle \tau \,=\,\theta -\alpha }.
Der Stundenwinkel ist festgelegt mit 0° zum Zeitpunkt des Sonnenhöchststandes (12:00 Uhr mittags wahre Ortszeit), und entsprechend −90° für 6:00 Uhr und +90° für 18:00 Uhr wahre Ortszeit. Nur um 12:00 mittags entspricht der Stundenwinkel dem Azimut, zu allen anderen Zeiten muss der Azimut mittels folgender Formel berechnet werden.
Azimut {\displaystyle a} und Höhenwinkel {\displaystyle h} ergeben mit der geografischen Breite {\displaystyle \varphi } zu
{\displaystyle a=\arctan \left({\frac {\sin(\tau )}{\cos(\tau )\sin(\varphi )-\tan(\delta )\cos(\varphi )}}\right)}
beziehungsweise zu
{\displaystyle h=\arcsin(\cos(\delta )\cos(\tau )\cos(\varphi )+\sin(\delta )\sin(\varphi ))}.
Hinweis: Falls der Nenner im Argument des Arcustangens einen Wert kleiner null hat, sind 180° zum Ergebnis zu addieren, um den Winkel in den richtigen Quadranten zu bringen.
Das ermittelte Azimut wird von Süden aus gezählt. Soll es von Norden aus gezählt werden, sind 180° zum Ergebnis zu addieren.

#### Korrektur der Höhe wegen Refraktion
Schließlich ist bei Bedarf noch die Refraktion (Lichtbrechung in der Atmosphäre) zu berücksichtigen, welche die Sonnenscheibe etwas höher erscheinen lässt als sie tatsächlich steht. Die mittlere Refraktion (in Bogenminuten) für ein Objekt, das sich auf der Höhe h (in Grad) befindet, lässt sich näherungsweise berechnen durch
{\displaystyle R={\frac {1{,}02}{\tan \left(h+{\frac {10{,}3}{h+5{,}11}}\right)}}}.
Die refraktionsbehaftete Höhe in Grad ist dann
{\displaystyle h_{R}=h+R/60}.
Es ist zu beachten, dass die Refraktion vom detaillierten Zustand der Atmosphäre abhängt. Die angegebene Formel nimmt einen Luftdruck von 1010 mbar und eine Temperatur von 10 °C an. Hiervon abweichende Bedingungen können durch geeignete Korrekturen berücksichtigt werden, aber auch dann beschreibt die Formel nur eine mittlere Refraktion, während die tatsächlichen Werte besonders in unmittelbarer Horizontnähe je nach aktueller Temperaturschichtung unter Umständen merklich von diesem Mittel abweichen können.

#### Beispiel
Es ist der Sonnenstand für den 6. August 2006 um 8 Uhr MESZ ({\displaystyle T} = 6 Uhr UT) in München ({\displaystyle \varphi } = 48,1° N, {\displaystyle \lambda } = 11,6° O) zu bestimmen. Es ergeben sich
| {\displaystyle JD\,=2453953{,}75}                                                                                   | {\displaystyle n\,=2408{,}75\,\mathrm {d} }                                                                    | {\displaystyle L\,=2654{,}638^{\circ }\,{\stackrel {\wedge }{=}}\,134{,}638^{\circ }} |
| {\displaystyle g\,=2731{,}593^{\circ }\,{\stackrel {\wedge }{=}}\,211{,}593^{\circ }}                               | {\displaystyle \Lambda \,=133{,}653^{\circ }}                                                                  | {\displaystyle \varepsilon \,=23{,}438^{\circ }}                                      |
| {\displaystyle \alpha \,=-43{,}881^{\circ }+180^{\circ }=136{,}119^{\circ }}                                        | {\displaystyle \delta \,=16{,}726^{\circ }}                                                                    | {\displaystyle JD_{0}\,=2453953{,}5}                                                  |
| {\displaystyle T_{0}\,=0{,}06594113621}                                                                             | {\displaystyle \theta _{G}^{h}\,=170{,}9759^{\mathrm {h} }\,{\stackrel {\wedge }{=}}\,2{,}9759^{\mathrm {h} }} | {\displaystyle \theta \,=56{,}239^{\circ }}                                           |
| {\displaystyle a\,=85{,}938^{\circ }+180^{\circ }=265{,}938^{\circ }\,{\stackrel {\wedge }{=}}\,-94{,}062^{\circ }} | {\displaystyle h\,=19{,}062^{\circ }}                                                                          | {\displaystyle h_{R}\,=19{,}110^{\circ }}                                             |

Ein Astronomieprogramm (SkyMap 2.2) liefert zum Vergleich {\displaystyle \alpha =136{,}123^{\circ }}, {\displaystyle \delta =16{,}727^{\circ }}, {\displaystyle a=-94{,}065^{\circ }} und {\displaystyle h_{R}=19{,}106^{\circ }}.
Hinweis: Die Rechnungen sind mit einer ausreichenden Stellenzahl zu führen (z. B. doppelter Genauigkeit, bei achtstelligen Taschenrechnern ist Vorsicht geboten); insbesondere für {\displaystyle T_{0}} müssen ausreichend viele Stellen berücksichtigt werden. Es ist zu beachten, dass manche Rechenprogramme und Programmiersprachen Winkelangaben im Bogenmaß und nicht in Grad erwarten; die Winkel sind dann entsprechend umzurechnen.

#### Genauigkeitsvergleich

Die Abweichungen zwischen Ergebnissen aus der Literatur (JPL-Ephemeride DE405) und denen einer der hier gezeigten ähnlichen vereinfachten Methode (Astronomical Almanac) bleiben im Zeitraum von 1950 bis 2050 fast immer unter 0,01°.

Wie die nebenstehende Grafik zeigt, erreichen die hier ermittelten Werte für den Sonnenstand im Zeitraum von 1950 bis 2050 eine Genauigkeit von etwa 0,01°. Am auffälligsten ist die Abweichung bei der ekliptikalen Länge mit einer regelmäßigen Periode von 18,6 Jahren und einer Amplitude von 0,0047°; es handelt sich um die in der vorliegenden Ermittlung nicht berücksichtigte Nutation in Länge. Zu den Rändern der Grafik hin wächst die Schwankungsbreite der Restfehler deutlich an. Dies wird durch die nicht berücksichtigte Änderung der Exzentrizität der Erdbahn verursacht, die bei der Ermittlung  der Koeffizienten der Mittelpunktsgleichung als konstant mit dem Wert für das Jahr 2000 angesetzt worden war. Dieser Fehler hat das anomalistische Jahr als Periode; seine Amplitude wächst in 100 Jahren um 0,0048°. Des Weiteren sind jene Bahnstörungen vernachlässigt, die sich unmittelbar auf die ekliptikale Länge auswirken; vor allem die Störungen durch Jupiter (Terme mit Amplituden 0,0019°, 0,0014° …), Mond (Terme mit Amplituden 0,0017° …), Mars (Terme mit Amplituden 0,0014°, 0,0011° …) und Venus (Terme mit Amplituden 0,0014°, 0,0011° …). Dass die ekliptikale Breite stillschweigend konstant auf null gesetzt wurde, erzeugt keinen merklichen Fehler. Die ermittelten Koordinaten sowie die Vergleichsdaten gelten für einen geozentrischen Beobachter; für einen realen Beobachter auf der Erdoberfläche kann die beobachtete Sonnenposition um bis zu 0,0024° (die Sonnenparallaxe) davon abweichen.
Werden genauere Daten benötigt, können diese mit aufwendigeren Verfahren ermittelt oder von einem der zahlreichen Ephemeridenserver im Web bezogen werden (siehe Weblinks).

## Erläuterungen
1. ↑  Dazu betrachtet man eine fiktive, gleichmäßig laufende Sonne, die sogenannte mittlere Sonne. Sie entspricht einer kreisförmigen und nicht geneigten Erdbahn.
2. ↑  zur Reihenentwicklung der Mittelpunktsgleichung